# VASP-Flug 210
Der VASP-Flug 210 (Flugnummer VP210) war ein Inlandsflug der Fluggesellschaft Viação Aérea São Paulo vom Flughafen São Paulo-Guarulhos zum Flughafen Belo Horizonte. Am 28. Januar 1986 ereignete sich auf diesem Flug der Flugunfall einer Boeing 737-2A1 mit dem Luftfahrzeugkennzeichen PP-SME, als die Piloten bei Nebel versuchten, von einem Rollweg zu starten und die Maschine nach dem Startabbruch gegen einen Erdhügel prallte. Bei dem Unfall kam ein Mensch ums Leben.

## Flugzeug und Insassen
Bei dem verunglückten Flugzeug handelte es sich um eine Boeing 737-2A1, die zum Zeitpunkt des Unfalls 16 Jahre und 7 Monate alt war. Die Maschine wurde im Werk von Boeing auf dem Boeing Field im Bundesstaat Washington montiert und absolvierte am 16. Juli 1969 ihren Erstflug, ehe sie im gleichen Monat neu an die Viação Aérea São Paulo ausgeliefert wurde. Das Flugzeug trug die Werksnummer 20096, es handelte sich um die 190. Boeing 737 aus laufender Produktion. Die Maschine wurde mit dem Luftfahrzeugkennzeichen PP-SME zugelassen. Das zweistrahlige Schmalrumpfflugzeug war mit zwei Triebwerken des Typs Pratt & Whitney JT8D-7 ausgestattet.
Es befanden sich 67 Passagiere und 5 Besatzungsmitglieder an Bord.

## Unfallhergang
Beim Start am Morgen des 28. Januar 1986 herrschte auf dem Flughafen São Paulo dichter Nebel. Die Besatzung hatte sich versehentlich vor einem Rollweg zum Start positioniert. Die Piloten dachten, sie stünden an der Schwelle von Startbahn 09L. Zum Zeitpunkt des Unfalls wurden die Rollwege gerade ausgebaut. Es war weder ein Bodenradar vorhanden noch stand ein Follow-me-Car zur Verfügung, das die Maschine hätte zur Startbahn lotsen können.
Als die Maschine bereits auf 250 km/h beschleunigt hatte und der Kapitän im Nebel einen Hügel vor sich erblickte, wurde eine sofortige Bremsung eingeleitet. Die Geschwindigkeit konnte zwar verringert, die Maschine jedoch nicht mehr rechtzeitig gestoppt werden. Um 07:32 Uhr stieß die Boeing frontal gegen den Erdwall, wobei das Bugteil brach und nach links wegknickte. Bei dem Unfall wurde ein Passagier getötet.